# 보스-아인슈타인 통계

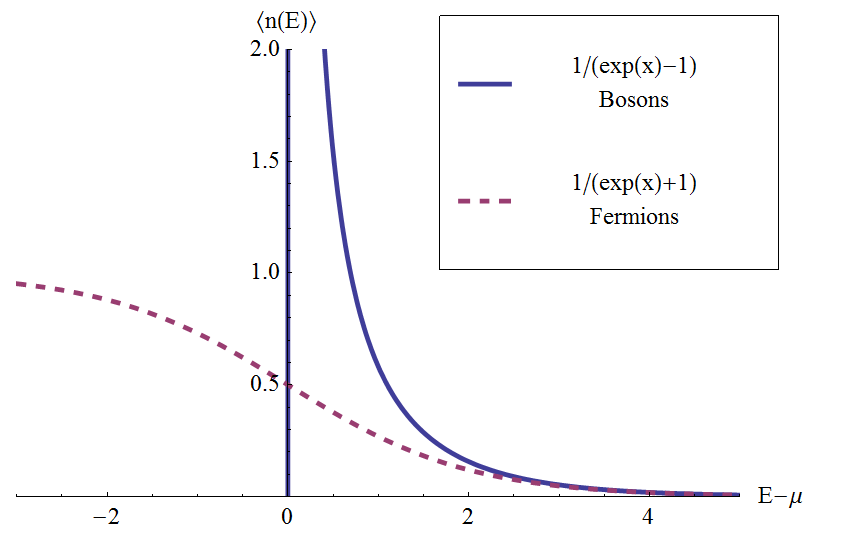

통계역학에서 보스-아인슈타인 통계(Bose–Einstein statistics)는 열적 평형에 이르렀을 때 식별 불가능한 보스 입자들의 통계적 분포를 결정한다.

## 개념
보스 입자는 페르미 입자와는 다르게, 파울리 배타 원리에 영향을 받지 않는다: 무수한 입자들이 같은 시간에 같은 상태를 가질 수 있다. 이는 낮은 온도에서 왜 보스 입자가 페르미 입자와 달리 바닥 상태에 모든 입자가 모이는지(이러한 양상을 보스-아인슈타인 응축이라 한다) 말해준다.
보스-아인슈타인 통계는 광자의 경우에 한해 1920년에 보스에 의해 소개되었고, 1924년에 아인슈타인에 의해 일반적인 입자들의 경우로 일반화되었다.

## 역사
1920년대 초반, 다카 대학교의 교수였던 사티엔드라 나트 보스는 알베르트 아인슈타인의 광자 가설에 흥미를 보였다. 보스는 막스 플랑크가 주로 추측에 의해 얻어낸 플랑크 복사 공식을 증명하는 데 관심을 보이고 있었다. 1900년에 막스 플랑크는 경험적인 증거를 바탕으로 그의 공식을 이끌어냈다. 보스는, 아인슈타인의 입자 도안을 따라, 억지로 입자 수를 보존시키지 않고도 무질량 입자의 통계를 체계적으로 구현하여, 복사 공식을 증명할 수 있었다. 보스는 다른 상태의 광자를 제안하여 플랑크의 복사 공식을 증명해냈다. 보스는 통계적으로 독립된 입자 대신에 낱칸에 입자를 넣고 통계적으로 독립된 위상 공간 상의 낱칸들을 생각해냈다. 이러한 체계는 두 경우의 편극 상태를 허용하고, 총체적으로 대칭적인 파동함수를 나타낸다.
보스는 유럽에서 그의 논문을 발표하려 하였으나 어려움을 겪었다. 보스는 자신의 논문을 아인슈타인에게로 보냈고, 아인슈타인의 도움으로 보스는 논문을 독일의 유명 저널인 《차이트슈리프트 퓌어 퓌지크》(Zeitschrift für Physik)에 출판할 수 있었다.

## 큰 분배함수
{\displaystyle Z_{G}^{BE}=\prod _{k=1}^{\infty }{\frac {1}{1-ze^{-\beta \epsilon _{k}}}}}
여기서 {\displaystyle z=e^{\beta \mu }}이다.
큰 분배함수는 다음과 같이 증명할 수 있다.
{\displaystyle Z_{G}^{BE}=\sum _{n_{1},n_{2},\cdots =0}^{\infty }e^{-\beta (\epsilon _{1}-\mu )^{n_{1}}}e^{-\beta (\epsilon _{2}-\mu )^{n_{2}}}\cdots }
{\displaystyle =\prod _{k=1}^{\infty }\sum _{n_{k}=0}^{\infty }e^{-\beta (\epsilon _{k}-\mu )^{n_{k}}}}
{\displaystyle =\prod _{k=1}^{\infty }\sum _{n_{k}=0}^{\infty }(ze^{-\beta \epsilon _{k}})^{n_{k}}}
{\displaystyle =\prod _{k=1}^{\infty }{\frac {1}{1-ze^{-\beta \epsilon _{k}}}}}

## 점유수
상태 i에 놓여 있는 입자의 점유수는,
{\displaystyle n_{i}={\frac {g_{i}}{e^{(\varepsilon _{i}-\mu )/kT}-1}}}
여기서 {\displaystyle \varepsilon _{i}>\mu }이고,
ni 는 상태 i에 놓인 입자의 점유수
gi 는 상태 i에서의 겹침
εi 는 상태 i에서의 에너지
μ는 화학 퍼텐셜
k는 볼츠만 상수
T는 절대온도
에너지가 {\displaystyle \varepsilon _{i}-\mu \gg kT}일 때, 위의 식은 맥스웰-볼츠만 통계를 따른다.

## 같이 보기
- 맥스웰-볼츠만 통계
- 페르미-디랙 통계